# Duello nel Texas
Duello nel Texas, ook wel bekend als Gunfight at Red Sands en Gringo, is een Spaans-Italiaanse spaghettiwestern uit 1963 in een regie van Mario Caiano en Ricardo Blasco. De film is de eerste spaghettiwestern geproduceerd door Albert Band. Het is eveneens de eerste spaghettiwestern waarvoor Ennio Morricone de muziek schreef, en de tweede waarin Richard Harrison meespeelt.

## Verhaal
Net buiten Carterville, Texas, ontdekt de herdersfamilie Martinez goud op hun landgoed. Nadat de ietwat naïeve zoon, Manuel, in een dronken bui over het goud rondbazuinde in de plaatselijke saloon, wordt de familie de volgende dag thuis overvallen door drie gemaskerde mannen. Tijdens de overval wordt de vader, Don Diego, vermoord en de zoon, Manuel, verwond. 
Tijdens hun vlucht worden de drie overvallers echter gespot door Richard Martinez, bijgenaamd ‘Gringo’, de geadopteerd blank-Amerikaanse zoon van de Martinez-familie.
Gringo, die vier jaar van huis weg geweest is om samen met Mexicaanse guerrilla's tegen de Mexicaanse regering te strijden, ontdekt thuis wat er gebeurd is en zoekt hulp bij Sheriff Lance Corbett. Met het uiterlijk van de drie overvallers hun paarden als enige aanknopingspunt gaan Gringo en Sheriff Corbett op jacht naar de overvallers. Gaandeweg ontdekt Gringo daarbij dat verscheidene mensen in Carterville uit zijn op het land en het goud van de Martinez-familie.

## Rolverdeling
| Acteur               | Personage                         |
| -------------------- | --------------------------------- |
| Richard Harrison     | Richard/Ricardo ‘Gringo’ Martinez |
| Giacomo Rossi-Stuart | Sheriff Lance Corbett             |
| Mikaela              | Maria Huertas                     |
| Sara Lezana          | Elisa ‘Lisa’ Martinez             |
| Daniel Martín        | Manuel Martinez                   |
| Barta Barri          | Lou Stedman                       |
| Aldo Sambrell        | Jan Guardo                        |
| Agustín González     | Risitas Wilson                    |
| Barbara Simon        | Rosa Cardena                      |
| Àngel Solano         | Miller                            |
| Gonzalo Esquiroz     | King Wilson                       |
| Rodolfo del Campo    | Doctor                            |
| Guillermo Veral      | mexicaan                          |

Bovenstaande lijst bevat enkel geaccrediteerde acteurs. 

## Kritieken
Een bescheiden spaghetti western waarbij de persoonlijke en psychologische ontwikkeling van de personages, zoals gebruikelijk in dit genre, totaal van ondergeschikt belang is (Segnalazioni Cinematografiche)

## Opnamelocatie
Duello nel Texas werd opgenomen in het gebied rond Alcalá de Henares, Hoyo de Manzanares en Titulcia, in de Spaanse autonome gemeenschap Madrid.